# Дороти Макгвајер
Дороти Макгвајер (енгл. Dorothy McGuire) је америчка глумица, рођена 14. јуна 1916. године у Омахи, а преминула 13. септембра 2001. године у Санта Моники.

## Филмографија
| Улоге Дороти Макгвајер |                      |               |       |          |
| Година                 | Српски назив         | Изворни назив | Улога | Напомена |
| 1947.                  | Џентлменски споразум |               |       |          |